# 가능 공종도
집합론에서 가능 공종도(可能共終度, 영어: possible cofinalities, 약자 pcf)는 어떤 정칙 기수의 집합의 모든 가능한 초곱들의 공종도들의 집합이다.

## 정의
정칙 기수의 집합 {\displaystyle A}이 주어졌다고 하자. 각 기수는 순서수로, 즉 정렬 집합으로 여길 수 있다. 정렬 순서의 이론은 1차 논리로 서술할 수 없지만 전순서의 이론 {\displaystyle \langle \leq \rangle }은 1차 논리로 서술된다. 그렇다면, {\displaystyle A}를 전순서의 이론의 모형들의 집합으로 간주하였을 때, {\displaystyle A}의 임의의 극대 필터 {\displaystyle {\mathcal {U}}\subset {\mathcal {P}}(A)}를 잡아 초곱 {\displaystyle \prod A/{\mathcal {U}}}을 정의할 수 있다. 이는 워시 정리에 따라서 마찬가지로 전순서 집합을 이루지만, 일반적으로 정렬 집합이 아닐 수 있다. 순서수와 마찬가지로 전순서 집합의 공종도를 정의할 수 있다.
정칙 기수의 집합 {\displaystyle A}의 가능 공종도 {\displaystyle \operatorname {pcf} A}는 {\displaystyle A}의 모든 초곱들의 공종도의 집합이다.
{\displaystyle \operatorname {pcf} A=\left\{\operatorname {cf} \left(\prod A/{\mathcal {U}}\right)\colon {\mathcal {U}}\in \operatorname {Ultrafilter} (A)\right\}}
여기서 {\displaystyle \operatorname {Ultrafilter} (A)}는 {\displaystyle A} 위의 극대 필터의 집합이다.

## 성질
임의의 정칙 기수의 집합 {\displaystyle A}에 대하여, 다음이 성립한다.
- {\displaystyle \operatorname {pcf} (A)}는 정칙 기수의 집합이다.
- {\displaystyle A\subset \operatorname {pcf} (A)}이다.
  - 이는 주 필터인 극대 필터를 고려하여 알 수 있다.

만약 {\displaystyle |A|<\min A}라면, 다음이 성립한다.
- {\displaystyle |\operatorname {pcf} A|\leq 2^{|A|}}[1]:4.3 Main Theorem
- {\displaystyle \max \operatorname {pcf} A}가 존재한다.[1]:4.3 Main Theorem
- {\displaystyle \operatorname {pcf} \operatorname {pcf} A=\operatorname {pcf} A}[2]:1.9 Lemma

정칙 기수의 집합 {\displaystyle A}와 {\displaystyle B}에 대하여,
{\displaystyle |A|<\min A}
{\displaystyle |B|<\min B}
{\displaystyle B\subset \operatorname {pcf} A}
라고 하자. 그렇다면 다음이 성립한다.:4.4 Localization Theorem
- {\displaystyle \operatorname {pcf} B\subset \operatorname {pcf} A}
- 임의의 {\displaystyle \kappa \in \operatorname {pcf} B}에 대하여, 다음 두 조건을 만족시키는 {\displaystyle C_{\kappa }\subset B}가 존재한다.
  - {\displaystyle |C|\leq |A|}
  - {\displaystyle \kappa \in \operatorname {pcf} C}

## 역사
사하론 셸라흐가 1978년에 도입하였다.

## 응용
가능 공종도 이론을 사용하여, 기수의 기멜 함수의 다양한 상한을 증명할 수 있다. 기수의 거듭제곱은 기멜 함수 {\displaystyle \gimel \colon \kappa \mapsto \kappa ^{\operatorname {cf} \kappa }}와 연속체 함수 {\displaystyle \kappa \mapsto 2^{\kappa }}로 결정되는데, 후자는 이스턴 정리(영어: Easton’s theorem)에 따라 ZFC로 결정할 수 없는 반면, 전자에 대해서는 여러 가지의 성질을 증명할 수 있다.

## 같이 보기
- 기멜 함수
- 특이 기수 가설